# Achnatherum calamagrostis
Espèce
Achnatherum calamagrostis est une espèce de plantes monocotylédones de la famille des Poaceae, sous-famille des Pooideae, originaire d'Eurasie.
Noms vernaculaires : calamagrostide argentée, achnathérum calamagrostide, calamagrostide roseau, stipe calamagrostide.

## Synonymes
Selon Catalogue of Life (21 septembre 2016) :
- Achnatherum argenteum (DC.) P.Beauv., nom. superfl.
- Achnatherum calamagrostis subsp. mesatlasicum (Quézel) Dobignard
- Achnatherum halleri (Willd.) P.Beauv.
- Achnatherum mesatlasicum (Quézel) Ibn Tattou
- Agrostis argentea Lam., nom. superfl.
- Agrostis calamagrostis L.
- Arundo argentea' (DC.) Clairv., nom. superfl.
- Arundo halleri'' Willd.
- Arundo neglecta Ehrh., nom. superfl.
- Arundo speciosa Schrad.
- Calamagrostis argentea DC.
- Calamagrostis argentea subsp. mesatlasica Quézel
- Calamagrostis arundo J.F.Gmel., pro syn.
- Calamagrostis conspicua Bergeret, nom. illeg.
- Calamagrostis halleri (Willd.) Brand
- Calamagrostis leersii Trin. ex Steud., pro syn
- Calamagrostis leucantha Delile ex Steud., pro syn.
- Calamagrostis neglecta G.Gaertn., B.Mey. & Schreb., nom. superfl.
- Calamagrostis neglecta subsp. euneglecta Matuszk., nom. inval.
- Calamagrostis speciosa (Schrad.) Host
- Deyeuxia neglecta Kunth, nom. superfl.
- Lasiagrostis calamagrostis (L.) Link
- Stipa calamagrostis (L.) Wahlenb.
- Stipa lasiagrostis G.Nicholson, nom. superfl.
- Stipa longifolia Phil., nom. illeg.
- Streptachne calamagrostis (L.) Dumort.